# Néstor Isella
Néstor Ítalo Julio Isella Ferlini (Rafaela, Provincia de Santa Fe, Argentina, 6 de mayo de 1937-Ñuñoa, Chile, 20 de noviembre de 2015) fue un futbolista, entrenador y comentarista deportivo argentino nacionalizado chileno.

## Trayectoria

### Deportiva
Jugaba de mediocampista, y su primer equipo fue Unión de Santa Fe de Argentina, club que defendió entre 1956 y 1959, y desde el que saltó en temporadas sucesivas a Buenos Aires. Se inició en el Club de Gimnasia y Esgrima La Plata, destacándose posteriormente en River Plate y Boca Juniors.
En Chile jugó como volante de la Universidad Católica, en la que fue un ídolo. Con la UC debutó el 12 de mayo de 1963, con una victoria de 3:0 sobre La Serena, en el Estadio Nacional. 
Entre 1963 y 1970, disputó ocho campeonatos de Primera División, donde sumó 202 presencias y 92 goles —de ellos, 36 fueron de penal, uno de los grandes sellos de su juego—. Con esos tantos, es el segundo goleador histórico de Católica en torneos nacionales, apenas a una decena del registro de Raimundo Infante.
Fue campeón con los cruzados en 1966, y dos años más tarde, en 1968, resultó vencedor en una definición entre Universidad Católica y Universidad de Chile, por la clasificación a Copa Libertadores. En 1967, jugó uno de los partidos del Torneo de Reservas de ese año, puntualmente en el 5:0 sobre Municipal, obteniendo de ese modo una nueva consagración.
Con la UC estuvo en cuatro Copa Libertadores, desde 1966 a 1969, jugando 30 partidos, y anotando 12 goles, nueve de ellos desde los 11 metros, siendo superado por Alberto Acosta (19), y en empate con Milovan Mirosevic y Juan Carlos Sarnari. Sumó, eso sí, dos semifinales de la Libertadores, en 1966 y 1969.
Hizo una de las duplas más exitosas de la historia con Alberto Fouilloux, siendo recordada hasta hoy por su peculiar y exitosa manera de patear penales. 
Al dejar la actividad como jugador, prosiguió como técnico, dirigiendo a Unión Española, Palestino, Deportes Concepción, Audax Italiano, Coquimbo Unido, y a la Universidad Católica en dos ocasiones.
Sus mejores campañas fueron con Unión Española, siendo tercero en el torneo nacional de 1971, detrás de Unión San Felipe y la Universidad de Chile. En la Copa Libertadores de ese año fue el único clasificado de su zona, eliminando a Colo Colo, de Chile, y a Guaraní y Cerro Porteño, de Paraguay, accediendo a semifinales, enfrentando a Barcelona SC y Estudiantes de La Plata, instancia en la que los argentinos clasificaron a la final.
Al año siguiente, finalizó subcampeón a nivel local, escoltando a Colo Colo. Fue técnico hasta 1990, derivando luego en la formación de jugadores de la UC, y trabajando en televisión.

### Su trabajo en televisión y radio
Isella formó parte del área deportiva de Canal 13 por 22 años. Ahí fue comentarista y relator junto a Julio Martínez, y su amigo y excompañero del Club Universidad Católica, Alberto Fouillioux, con quien formó una exitosa dupla televisiva, llegando a presentar, en los años 90 el famoso programa Futgol.
Destacó también como comentarista deportivo radial, en Radio Nacional de Chile (Más Deporte) y Agricultura, entre otras emisoras.

## Últimos años de vida
Fuera de la televisión, siguió ligado al fútbol en escuelas deportivas. Posteriormente, en las elecciones municipales de 2008 se presentó como candidato a concejal por la comuna de Providencia representando al Partido Radical Socialdemócrata, obteniendo el 2,69 por ciento de los votos, sin resultar elegido.
Desde hace unos años, ya algo delicado de salud, vivía en una casa de reposo en Las Condes, donde una neumonía le terminó costando la vida.

## Clubes

### Como jugador
| Club                        | País      | Año       |
| --------------------------- | --------- | --------- |
| Unión de Santa Fe           | Argentina | 1956-1959 |
| Boca Juniors                | Argentina | 1960      |
| Gimnasia y Esgrima La Plata | Argentina | 1961      |
| River Plate                 | Argentina | 1962      |
| Universidad Católica        | Chile     | 1963−1970 |

### Como entrenador
| Club                 | País  | Año       |
| -------------------- | ----- | --------- |
| Unión Española       | Chile | 1971-1972 |
| Palestino            | Chile | 1973      |
| Universidad Católica | Chile | 1973      |
| Deportes Concepción  | Chile | 1974      |
| Audax Italiano       | Chile | 1978      |
| Universidad Católica | Chile | 1979      |
| Coquimbo Unido       | Chile | 1979      |
| Audax Italiano       | Chile | 1979-1980 |

## Estadísticas
| Universidad Católica · Chile                | 1.ª        | 1963-1970  | 93 | — | 12 | 232 | 105 | 0.45 |
| Total club                                  | Total club | Total club | 93 | 0 | 12 | 232 | 105 | 0.45 |
| (3) No incluye goles en partidos amistosos. |            |            |    |   |    |     |     |      |

## Palmarés

### Torneos nacionales de reservas
| Título             | Equipo               | País  | Año  |
| ------------------ | -------------------- | ----- | ---- |
| Torneo de Reservas | Universidad Católica | Chile | 1967 |

### Torneos nacionales oficiales
| Título           | Equipo               | País  | Año  |
| ---------------- | -------------------- | ----- | ---- |
| Primera División | Universidad Católica | Chile | 1966 |

### Distinciones individuales
| Distinción                                                                           | Año  |
| ------------------------------------------------------------------------------------ | ---- |
| Premio "Mejor antiguo deportista" otorgado por el Círculo de Periodistas Deportivos. | 2015 |